# Nailsea and Backwell
Nailsea and Backwell – stacja kolejowa we wsi Backwell w pobliżu miasta Nailsea w hrabstwie Somerset, jednostce North Somerset na linii kolejowej Bristol - Exeter, 13 km od stacji Bristol Temple Meads. Stacja niewyposażona w sieć trakcyjną.

## Ruch pasażerski
Stacja obsługuje ok. 344 107 pasażerów rocznie (dane za rok 2007). Posiada bezpośrednie połączenia z Bristolem, Taunton, Plymouth i Exeterem. Pociągi odjeżdżają ze stacji w odstępach godzinnych w każdą stronę.

## Obsługa pasażerów
Automat biletowy, przystanek autobusowy, parking na 100 miejsc samochodowych i 20 rowerowych.